# Campulipus plagosus
Campulipus plagosus är en skalbaggsart som beskrevs av Louis Albert Péringuey 1885. Campulipus plagosus ingår i släktet Campulipus och familjen Cetoniidae. Inga underarter finns listade.